# Horezu-Poenari
Horezu-Poenari – wieś w Rumunii, w okręgu Dolj, w gminie Valea Stanciului. W 2011 roku liczyła 2443 mieszkańców.